# Hermann von Schweinitz

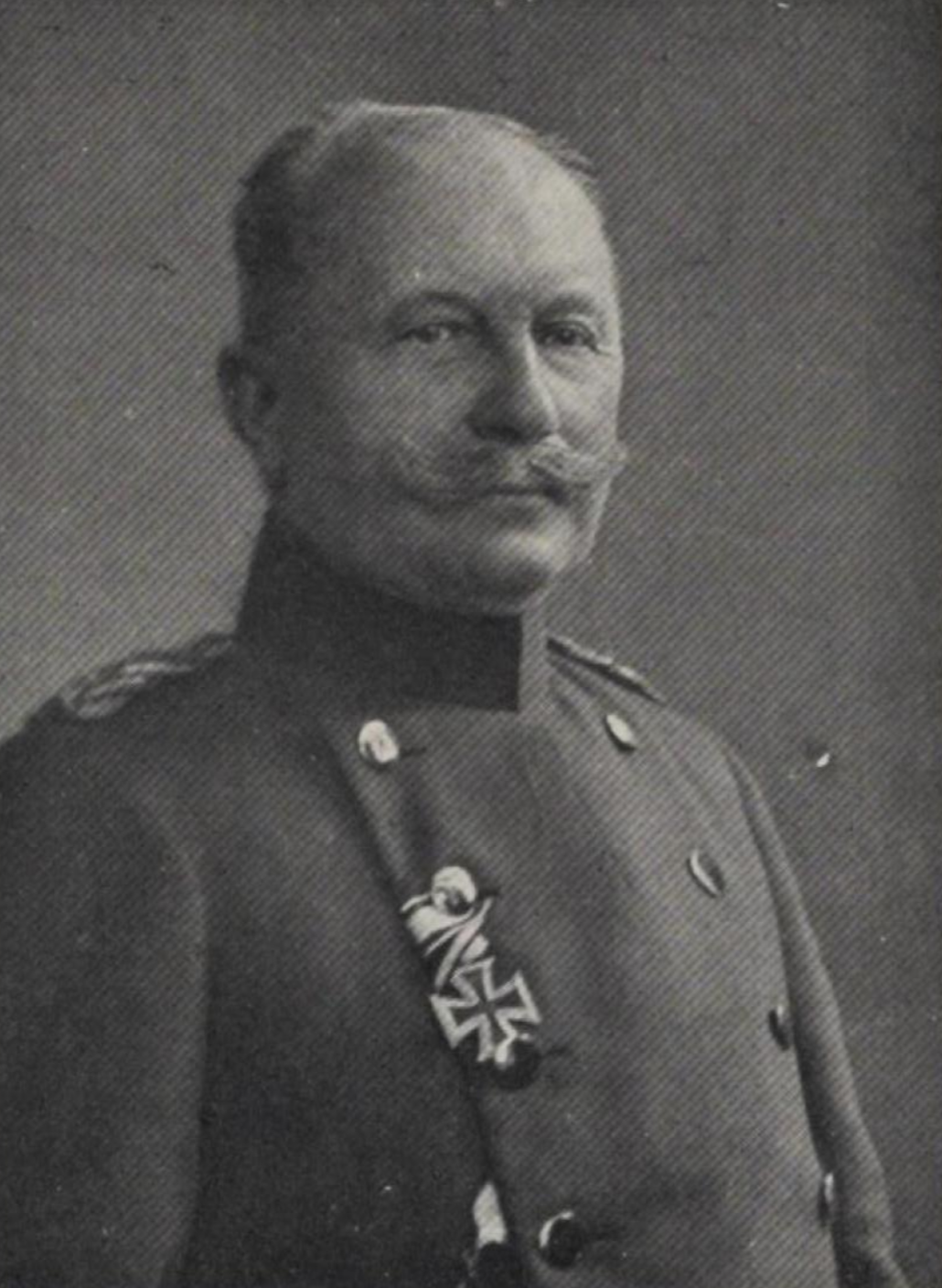
Hermann von Schweinitz

Georg Hermann von Schweinitz (* 3. Januar 1851 in Dresden; † 9. Oktober 1929 ebenda) war ein sächsischer General der Infanterie.

## Leben

### Herkunft
Hermann von Schweinitz entstammte dem schlesischen Adelsgeschlecht derer von Schweinitz und war Sohn des bei der Schlacht von Gravelotte gefallenen Oberstleutnant der sächsischen Armee Georg Wolf Edmund von Schweinitz und dessen Ehefrau Nanny von Brandenstein. Er hatte eine Schwester, Marie Luise.

### Karriere
Schweinitz besuchte ab Ostern 1860 das Vitzthumsche Gymnasium zu Dresden und trat 1869 als Avantageur in die 6. Kompanie des 8. Infanterie-Regiment „Prinz Johann Georg“ Nr. 107 der sächsischen Armee in Döbeln ein, wo er noch im selben Jahre zum Fähnrich avancierte. Er rückte am 26. Juli 1870 mit jugendlicher Begeisterung in den Krieg gegen Frankreich vor, avancierte am 29. Juli 1870 zum Leutnant und wurde für sein Wirken mit dem Eisernen Kreuz II. Klasse ausgezeichnet. Im Kriege wurde er im Februar 1871 zum Bataillonsadjutant des II. Bataillons seines Regiments und wurde bei der Schlacht von Sedan leicht verwundet. Er konnte sich am 2. Dezember 1870 deutlich auszeichnen; er nahm mit seinem Bataillonschef, Hauptmann Küstner, und dem Rest des II. Bataillons an einem Angriff bei Morgengrauen gegen zahlreiche französische Feldwachen bei Bry-sur-Marne durchsetzen und nahm innerhalb einer kleineren Abteilung am Dorfgefecht entlang durch die Straßen bis zur kürzlich von den Franzosen errichteten Kampfbrücke teil, mit dem Ziel diese zu zerstören. Da die Abteilung unter Leutnant von Schweinitz aber keinerlei Unterstützung hielt, zog er sich mit seinen Truppen in ein kleineres Gebäude zurück und hielt sich dort 6 Stunden lang, selbst nach Rückzug der restlichen sächsischen Truppen, aus. Nach Einbruch der Dunkelheit wurde Leutnant von Schweinitz mit seinen Truppen beim Versuch die deutschen Linien zu erreichen gefangen genommen und nach Paris verschleppt. Bereits drei Tage später wurde er persönlich von französischen General Louis Jules Trochu in Anerkennung seiner tapferen Gegenwehr bei Bry und zur Vermeidung etwaiger Misshandlung durch die Pariser Bevölkerung freigelassen. Nach Rückkehr zu seinem Truppenteil nahm er an der Belagerung von Paris teil.

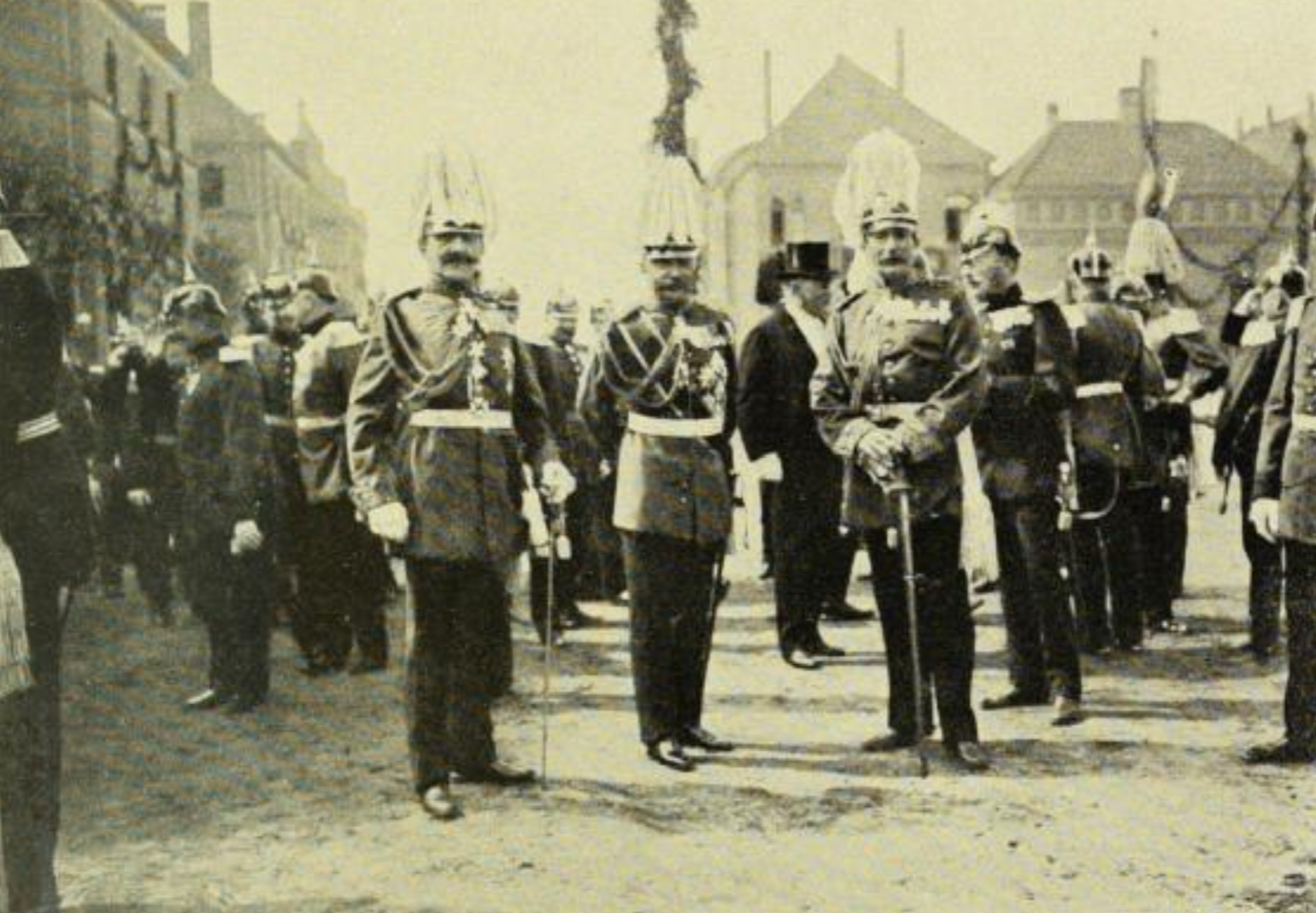
Hermann von Schweinitz (Mitte) beim 200-jährigen Jubiläum des Infanterie-Regiment Nr. 107 am 2. Juni 1908

Nach Kriegsende kehrte am 2. November 1871 zu seiner Garnison in Leipzig zurück und wurde unter anderem seit April 1873 als Regimentsadjutant eingesetzt, wobei er in dieser Eigenschaft am 2. März 1874 zum Oberleutnant befördert wurde. Anschließend erfolgte ab 1876 eine zweijährige Verwendung als Adjutant des Kommandeurs der 48.-Infanterie-Brigade Nr. 4. Nach Rückkehr in sein Stamm-Regiment avancierte er am 1. April 1881 zum Hauptmann und Kompaniechef der 9. Kompanie in seinem Regiment. 1885 wurde er als Kompaniechef zum Kadettenkorps abkommandiert und nach Beförderung zum Major am 20. Mai 1890 zu dessen Kommandeur ernannt. 1893 wurde er als Bataillonskommandeur des I. Bataillons zum Grenadier-Regiment „Kaiser Wilhelm, König von Preußen“ (2. Königlich Sächsisches) Nr. 101 versetzt und nach Beförderung zum Oberstleutnant am 21. Februar 1895 als etatsmäßiger Stabsoffizier zum 1. Leib-Grenadier-Regiment Nr. 100 abkommandiert. Nach einigen Jahren wurde er unter Beförderung zum Oberst am 17. April 1898 zum Regimentskommandeur seines alten Stamm-Regiments, dem 8. Infanterie-Regiment „Prinz Johann Georg“ Nr. 107, ernannt. Er wurde am 6. Juli 1901 zum Generalmajor ernannt und wenig später zu den Offizieren von der Armee gestellt. Am 22. März 1902 wurde er dann Brigadekommandeur der 45.-Infanterie-Brigade und am 20. September 1904 zum Stadtkommandanten von Dresden ernannt. In dieser Position wurde er am 23. Mai 1905 zum Generalleutnant befördert. 1907 wurde er dann erneut zu den Offizieren von der Armee versetzt, Paul von Seydlitz wurde neuer Stadtkommandant, und am 27. November desselben Jahres als Nachfolger von Hans von Kirchbach zum Kommandeur der 32. Division (3. Königlich Sächsische) ernannt. Er erhielt am 11. Juli 1910 den Charakter eines Generals der Infanterie und wurde am 13. November desselben Jahres unter Genehmigung seines Abschiedsgesuches zur Disposition gestellt. Er wurde bis dahin als strebsamer, tüchtiger Offizier beschrieben, dessen liebenswürdige Umgangsformen, verbunden mit einer hochgespannten Pflichttreue, ihm die Liebe seiner Untergebenen und die Anerkennung seiner Vorgesetzten sicherten.
Nach Ausbruch des Ersten Weltkrieges wurde er auf Vorschlag des sächsischen Königs Friedrich August III. im August 1914 zum Kommandeur des stellvertretenden Generalkommandos des XIX. (II. Königlich Sächsisches) Armee-Korps ernannt. In dieser Eigenschaft übernahm er aufgrund des Kriegszustands die vollziehende Gewalt in den Kreishauptmannschaften Leipzig und Zwickau sowie in großen Teilen der Kreishauptmannschaft Chemnitz. Seine Kompetenzen und Aufgaben beschränkten sich dabei unter anderem auf den Personalersatz der sächsischen Truppenteile, er war aber neben dem Kommandeur des stellvertretenden Generalkommandos des XII. (I. Königlich Sächsisches) Armee-Korps, Hermann von Broizem, mit zahlreichen Befehlsmöglichkeiten über Gemeinde- und Zivilverwaltungsbehörden ausgestattet. Im Verlaufe des Krieges unternahm er so Einfluss auf innenpolitisch, soziale und wirtschaftliche Fragen Einfluss. Er agierte so aber konzessionsbereiter und reformfreundlicher als die sächsische Regierung unter dem Innenminister Christoph Johann Friedrich Vitzthum von Eckstädt. Während es ihm und seinem Stab gelang, die Beziehungen zur Industrie und den Vertretern der Arbeiterschaft relativ produktiv und konfliktfrei zu gestalten, wuchsen zugleich die Spannungen mit der zivilen Exekutive, die schließlich 1918 in einer Petition der Konservativen im Sächsischen Landtag kulminierten. Nach Ausbruch der Novemberrevolution wurde von Schweinitz von seiner Position enthoben und siedelte nach Dresden über. Dort engagierte er sich in manchen Ehren- und gemeinnützigen Ämtern; er war so seit Ende 1922 Vorsitzender der Landesabteilung Sachsen der Deutschen Adelsgenossenschaft und hat sich dabei Verdienste erworben.

### Familie
Er heiratete im Mai 1875 in Ballenstedt Helene von Schweinitz. Aus der gemeinsamen Ehe entstanden zwei Söhne, nämlich Wolfgang und Georg Hermann.